# Gwilym Tew
Gwilym Tew (fl. 1460–1480) fue un poeta, copista y traductor galés, activo durante el siglo XV. Es considerado una figura destacada del renacimiento literario de Morgannwg, y uno de los primeros escritores galeses conocidos por su trabajo como traductor.

## Biografía
Se sabe poco sobre la vida personal de Gwilym Tew. Se presume que nació en Tir Iarll, una región tradicional de Glamorgan (Morgannwg), conocida por su rica tradición poética. Algunos estudiosos sugieren que pudo haber sido hijo o hermano del también poeta Rhys Brydydd, activo hacia mediados del siglo XV.
El apelativo Tew significa «el gordo» en galés, aunque no está claro si se trataba de un sobrenombre irónico o más bien descriptivo de su físico.

## Trayectoria literaria
Gwilym Tew compuso numerosos poemas en la forma tradicional galesa de cywydd, incluyendo tanto poemas de amor (cywyddau serch) como de súplica (cywyddau gofyn). También escribió versos de alabanza dirigidos a señores y mecenas locales, lo cual era una práctica común entre los poetas profesionales de su época.
Dos de sus obras más significativas son sendas awdlau devocionales dedicadas a la Virgen María, que demuestran su familiaridad con la retórica religiosa y el simbolismo mariano.

## Labor como copista y traductor
Gwilym Tew destacó no solo como poeta, sino también como erudito. Fue propietario durante un tiempo del célebre Libro de Aneirin, uno de los manuscritos más importantes de la poesía galesa antigua. Aunque no se le atribuye la autoría del manuscrito, su posesión indica su prestigio como estudioso y coleccionista de literatura galesa.
Entre los manuscritos que copió personalmente se encuentran textos genealógicos, recopilaciones de tríadas, glosarios lexicográficos y antologías de poesía. Dos glosarios incluidos en su obra manuscrita figuran entre los más antiguos ejemplos conocidos en galés, lo cual lo posiciona como pionero en el campo de la lexicografía galesa.
Uno de los logros más notables de su carrera fue su traducción al galés del Bestiaire d’Amour, un texto alegórico en prosa de origen francés atribuido a Richard de Fournival, que utiliza las características simbólicas de los animales para expresar sentimientos amorosos y filosóficos. Esta traducción figura en el manuscrito Peniarth 51, el cual conserva su caligrafía original y en el que aparece su vocabulario poético junto al texto traducido.

## Legado
El trabajo de Gwilym Tew ha sido objeto de estudio por parte de filólogos y especialistas en literatura galesa medieval, ya que representa una intersección única entre tradición vernácula y erudición europea. Su figura es considerada:
»bastante importante en la historia de la literatura galesa del siglo XV»
según el Dictionary of Welsh Biography, destacando su labor como copista y estudioso de manuscritos antiguos.
Su obra ha contribuido al entendimiento de la transmisión cultural y la evolución de la lengua galesa escrita en el periodo premoderno, evidenciado por su manuscrito Peniarth 51, que contiene vocabulario poético, tradiciones genealógicas, tríadas históricas y traducciones, reflejando redes intelectuales y entrecruzamiento entre tradición local y saber europeo.

## Obras destacadas
- Traducción del Bestiaire d’Amour (conservada en el manuscrito Peniarth 51).[5]
- Awdl a la Virgen María.[1]
- Cywydd de petición a un patrón local.[2]
- Glosarios galeses tempranos (anónimos, pero atribuidos en copias escritas de su puño y letra).[2]